# Dualisme (religion)
Pour les articles homonymes, voir Dualisme.
 (février 2016).
Améliorez-le ou discutez des points à vérifier. 
Le dualisme religieux est une doctrine qui postule la coexistence de deux principes éternels et inengendrés à l'origine de la création du bien (l'âme, le monde spirituel) et du mal (le corps, le monde matériel). Un Être mauvais est co-éternel au Dieu primordial. « Cela implique un jugement de valeur (bon, mauvais) et une polarisation hiérarchique de la réalité à tous les niveaux : cosmologique, anthropologique, éthique, etc. ». « Secondairement, le terme « dualisme » a également servi à définir le gnosticisme, au sens où celui-ci met l'accent sur la distance infinie qui sépare Dieu du monde, et considère que le Dieu de l'ancienne Loi, qui agit directement sur le monde, n'est pas le vrai Dieu ».
Le mot « dualisme » apparaît avec Thomas Hyde (Historia religionis veterum Persarum, Histoire de la religion des anciens Perses, p. 164), en 1700. Pierre Bayle utilise le mot dans son Dictionnaire. Dès lors est dualiste toute religion dans laquelle un principe du mal, distinct et autonome, existe depuis toujours et conjointement avec Dieu. Le principe s'oppose au monothéisme et au polythéisme. Le philosophe Christian Wolff a transposé le mot à la relation entre corps et âme, ce qui met alors « dualisme » en opposition avec « monisme ».
La formulation la plus connue revient à Zoroastre : « De ces deux principes fondamentaux qui ont été conçus comme jumeaux et qui naissent dans la pensée, l'un représente le bien et l'autre le mal. Entre ces deux, le sage choisit le bien et l'ignorant le mal. Et lorsque, dès l'origine, ces deux principes fondamentaux se sont rencontrés, ils ont créé la vie et la non-vie. Ainsi les disciples de la justesse atteindront la meilleure existence et les disciples du mensonge ne la connaîtront pas. De ces deux principes opposés, le disciple du mensonge choisira les pires actions, alors que celui qui va vers les meilleures pensées satisfait Ahura Mazda en choisissant la justesse et en persévérant pour l'atteindre ». Mais les interprétations divergent, puisque la mention du dieu Ahura Mazda semble indiquer un monothéisme, et celle des jumeaux (Esprit du bien « Spenta Mainyu », Esprit du mal « Angra Mainyu ») un dualisme. Selon Martin Haug, Zoroastre a une théologie monothéiste (Ahura Mazda) et une philosophie dualiste (le bien et le mal, inhérents à Dieu comme à l'homme),. Pour James Darmesteter, il y a dualisme, opposition entre Ahura Mazda et Angra Mainyu, fondamentalement et dès l'origine. Selon Walter Henning, la religion antérieure était monothéiste, Zoroastre innove en posant le problème du mal et la solution du dualisme (deux Esprits primordiaux, Spenta Mainyu et Angra Mainyu, jumeaux). En revanche, selon Gherardo Gnoli, face au polythéisme, Zoroastre innove en posant le monothéisme.

## Types de dualisme

### Dualisme absolu/relatif
Le dualisme peut être radical ou absolu lorsqu'il répond strictement à la définition ci-dessus (c'est le dualisme des deux principes). Il peut être mitigé ou modéré dans l'hypothèse où le principe du mal n'est pas coéternel du Principe unique à l'origine de toute création. Dans ce sens, le dualisme est un accident à l'intérieur d'un mécanisme dont les prémisses sont parfaitement monistes. Le dictionnaire des mots de la foi chrétienne (1968, p. 242) donne cette définition du dualisme : "Théorie envisageant le réel à partir de deux principes irréductibles qui pourraient être soit des principes premiers et antagonistes (dualisme primordial de certains philosophes gnostiques), soit des principes seconds (dualisme secondaire), aussi essence/existence, corps et âme/esprit)." Le catharisme se divise en dualisme absolu (Satan a toujours été mauvais) et dualisme relatif ou mitigé (Satan - ou plutôt Lucifer - a d’abord été créé bon par le vrai Dieu mais il s'est corrompu et il est devenu un démon). Le manichéisme, le zoroastrisme médieval sont des dualismes absolus. Le zervanisme est un dualisme relatif puisqu'il place un Principe, le Temps, Zurvan, au-dessus de Ahura Mazda (ou Ohrmazd) et Angra Mainyu (Ahriman), ses fils jumeaux.

### Dualisme cosmique/anti-cosmique
« Par dualisme anticosmique, on entend surtout la condamnation du monde créé par le Dieu de l'Ancien Testament. » Le zoroastrisme est cosmique, il respecte le feu, les eaux, etc. Hans Jonas (1903-1993) définit le gnosticisme comme un dualisme anti-cosmique et eschatologique.

### Dualisme ontologique/religieux ou théologique
Le dualisme religieux met en lutte deux principes, tandis que le dualisme ontologique oppose Bien et Matière (Platon), matière et esprit, corps et âme. Le dualisme théologique oppose nature (ordre usuel) et grâce (faveur ou secours de Dieu).

## Histoire

### Religions des peuples sans écriture
Le dualisme est présent dans les religions archaïques et les traditions mythiques mettant en scène des esprits bons contre lesquels luttent des esprits mauvais. Mais il s'agit de religions polythéistes.
« Dans de nombreuses traditions narratives des peuples 'sans écriture', l'œuvre de construction du cosmos est attribuée à deux personnages différents et même opposés : le premier, que certains spécialistes appellent tout simplement le 'créateur', prépare les conditions, souvent non différenciées du monde existant, tandis que l'autre, que l'on nomme le 'démiurge' ou le trickster (le 'dérangeur'), complète l'œuvre en y introduisant d'autres éléments non moins essentiels. On a souvent dit, en simplifiant, que le premier personnage est responsable des aspects positifs du réel, tandis que le deuxième serait l'auteur des aspects négatifs... Selon de nombreuses traditions mythiques des Californiens, des Shoshone et d'autres peuples d'Amérique, le trickster (Coyote ou son équivalent fonctionnel) est responsable de l'apparition de la mort, mais aussi, parfois, de la reproduction sexuée. »

### Orient
Hors du christianisme, le dualisme s'exprime à travers des cultes ou croyances :
- les esséniens
- l'école dualiste de l'hermétisme savant (Corpus Hermeticum, traités I, IV, VI, VII, XIII)
- le manichéisme
- mazdéisme, zoroastrisme, zervanisme en Iran
- orphisme dans la Grèce antique
- pashupata en Inde
- sâmkhya en Inde
- Védanta dualiste de Madhva en Inde
- yézidisme ?

Quant au dualisme religieux, la doctrine la plus emblématique reste les courants Gnostique (mouvements historiques) et le manichéisme. Le Manichéisme est un syncrétisme du zoroastrisme, du bouddhisme et du christianisme ; les partisans de ce dernier le combattirent avec véhémence.

« Le manichéisme est un rejeton iranien de la Gnose, qui suppose un mélange de zervanisme et de mazdéisme. Pour les manichéens comme pour les gnostiques en général, la création est la conséquence d’une chute ; mais, comme dans le mazdéisme, Dieu a un adversaire égal à lui et indépendant de lui : Ahriman ; enfin Dieu est le dieu du Zervanisme. Zervan envoie Ormuzd, l’Homme Primordial, combattre Ahriman. Cette lutte a pour conséquence un mélange du bien et du mal, de la lumière et des ténèbres : ce mélange est le monde ; et aussi l’emprisonnement de la lumière, qu’il faudra dégager de sa gangue de ténèbres par la pratique d’une ascèse rigoureuse et grâce à l’intervention de divers sauveurs, parmi lesquels Jésus. À la fin des temps, la lumière et les ténèbres seront rétablies dans leur pureté respective. »

— Jacques Duchesne-Guillemin.

### Christianisme
Les Évangiles opposent :
- Jésus et le diable : « Le diable lui dit : Si tu es Fils de Dieu, ordonne à cette pierre qu'elle devienne du pain » (Luc, 4.3) ;
- Royaume terrestre et Royaume céleste : « Mon royaume n'est pas de ce monde » (Jean, 18:36) ;
- Corps et esprit : « L'esprit est ardent mais la chair est faible » (Matthieu, 26.41) ;
- lettre et esprit : « Vous jugez selon la chair » (Jean, 8.15) ;
- les bénis et les maudits : « il mettra les brebis à sa droite, et les boucs à sa gauche… Ceux-ci iront au châtiment éternel, mais les justes à la vie éternelle » (Matthieu, 25).

Dans l'histoire du christianisme s'expriment de nombreuses tendances dualistes, qui seront finalement condamnées par les autorités officielles :
- la doctrine de Marcion (vers 85 - vers 160) ;
- le gnosticisme (IIe et IIIe siècles) ;
- le paulicianisme (fin du VIIe siècle) ;
- la doctrine des massaliens (apparue vers 360) ;
- le bogomilisme (né au Xe siècle] ;
- le catharisme (XIe – XIIIe siècle) ;
- la doctrine de Descartes (XVIIe siècle) qui prône un dualisme corps-esprit[15].